# Bogidiella ruffoi
Bogidiella ruffoi is een vlokreeftensoort uit de familie van de Bogidiellidae. De wetenschappelijke naam van de soort is voor het eerst geldig gepubliceerd in 1967 door Birstein & Ljovuschkin.